# 22. dalmatinska pješačka pukovnija
22. dalmatinska pješačka pukovnija "Grof Von Lacy" (k.u.k. Infanterieregiment Graf Von Lacy Nr. 22, 22. Dalmatinisches Infanterie Regimente) bila je postrojba u sastavu pukovnija Austro-ugarske vojske. Stožer pukovnije bio je od 1818. do 1869. u Trstu, kasnije u Zadru, Dubrovniku, Splitu te Sinju. U Prvom svjetskom ratu postrojba se borila na Srbijanskom bojištu te na Talijanskom bojištu.

## Povijest
22. pukovnija imala je dugu povijest od 1709. sve do 3. studenoga 1918. kada je nakon završetka Prvog svjetskog rata i raspada Austro-Ugarske raspuštena. Ustrojena je 1709., a njen prvi vlasnik bio je Engelhard von Plüschau. Poslije njega imala je još dvanaest vlasnika. Sve do 1795. godine naziva se njemačka, od 1796. češka. 
Njezino je sjedište od 1818. do 1869. u Trstu i od tada se naziva ilirska pješačka pukovnija, zatim je njezin stožer prenesen u Dubrovnik do 1880., a od 1881. u Zadar gdje ostaje do 1912. godine. Ime joj je često mijenjano, a od 1888. carskom se zapovijedi uvodi trajno počasno ime prema grofu Franzu Moritzu von Lacyu (1725. – 1801.). Službeni je naziv pukovnije od 1913. godine Dalmatinisches Infanterieregiment Graf von Lacy Nr. 22. Jedna od ukupno 102 pješačke pukovnije zajedničke austrougarske vojske u potpunosti je bila unovačena i ustrojena od vojnika iz Dalmacije, prvenstveno iz Benkovačkog, Sinjskog, Imotskog, Makarskog i Metkovskog kotara. Početkom Prvog svjetskog rata 22. pukovnija se počela popunjavati i iz onih kotara novačenja predviđenom za popunu u ratnu mornaricu, od otočnih mjesta Raba do Korčule i priobalnim mjesta od Zadra do Opuzena.

## Prvi svjetski rat
Izbijanjem Prvog svjetskog rata postrojba se šalje u BiH prema Srbiji u sklopu 13. brdske brigade (3) i 5 brdske brigade (2).
U prvim mjesecima rata na Balkanskom bojištu plan austrougarske vojske da brzo porazi Srbiju i svoje postrojbe pošalje na Istočno bojište u Galiciju izjalovio se i u prosincu 1914. morali su se s velikim gubitcima povući preko Drine i Save na teritorij Monarhije. U početku rata 1914. pukovnija sudjeluje na Srpskom (balkanskom) bojištu. Prvi sukob s crnogorskom vojskom zbio se kod Okolišta 15. kolovoza, a zatim je pukovnija napredovala i prešla crnogorsku granicu. Pukovnija je sudjelovala u drugom napadu austrougarske ofenzive prelaskom preko Drine u rujnu 1914., zatim u potiskivanju srbijanskih i crnogorskih snaga iz istočne Bosne u listopadu, u trećem napadu i posljednjoj ofenzivi u zapadnoj Srbiji od studenoga do početka prosinca i na kraju sudjeluje u povlačenju austrougarske vojske iz Srbije preko Save i u istočnu Bosnu u prosinca 1914. 
Ubrzo će 22. dalmatinska, nakon ulaska Italije u rat na strani Antante u svibnju 1915., biti premještena na Jugozapadno talijansko bojište i tamo ostati do kraja rata. Pukovnija je s drugom, trećom, šestom(-) i sedmom(-) bojnom, sudjelovala u svih jedanaest ofenziva talijanske vojske, znanih kao Jedanaest sočanskih bitaka 1915. – 1917., ističući u obrani kote 383 kod Plave, na obrambenim položajima Podgora – Gorica i kasnije Zagora – Vodice.  
S domobranskim pukovnijama 23. zadarskom i 37. gruškom čini jezgru 58. pješačke divizije (koja se zbog toga često u literaturi naziva "dalmatinska"), čije brdske (gebirgs) brigade (4. i 5.), pod zapovjedništvom generala Erwina Freiherr Zeidlera čine okosnicu goričke obrane. 

Po završetku Treće sočanske bitke zapovjednik Jugozapadnog bojišta general pukovnik nadvojvoda Eugen uputio je pohvalu za iskazanu hrabrost svih dalmatinskih postrojba (23. domobranska, 37. domobranska te 22 pješačka) iz sastava XVI. korpusa;
„Među herojima treće bitke na Soči moraju u prvom redu biti spomenuti sinovi Dalmacije. Oni su svojom primjernom hrabrošću ponovo dokazali da spadaju među moje najbolje vojnike. Stoga molim Vašu ekscelenciju da to proglasi u cijeloj zemlji i stanovništvu Dalmacije i izrazi moju zahvalnost za odanost caru i državi, kojom njegovi sinovi tako sjajno djeluju na bojnom polju“

General pukovnik nadvojvoda Eugen
Pukovnija je imala najveće gubitke u Šestoj i Desetoj bitki na Soči. U Šestoj bitki je izgubljena gotovo cijela druga bojna i s njom zajedno zarobljen njezin proslavljeni zapovjednik dopukovnik Turudija, s preživjelima iz sedme bojne, pridodani su također teško stradaloj 23. domobranskoj. U Desetoj bitki na Soči 22. pukovnija je doživjela najveće gubitke u ratu. Tijekom nepuna četiri dana borba od 14. do 17. svibnja 1917. na uzvisinama Zagora – Vodice, druga i treća bojna bile su uništene. Iz stroja je izbačeno (mrtvih, ranjenih i zarobljenih) 45 časnika i dočasnika te 2309 vojnika.
Sudjeluje i u dvanaestoj ofenzivi zajedničke austrougarsko-njemačke vojske u listopadu 1917. kod Kobarida i prodoru prema Udinama i Piavi. 
Dio pukovnije, prva, četvrta, peta bojna i zapovjedništvo pukovnije je nakon nepune godine dana s položaja na Sočanskom bojištu u travnju 1916. premještena na Južnotirolsko bojište (Valsuganu). Tamo je pukovnija u vrlo zahtjevnim i teškim zimskim uvjetima sve do veljače 1918. sudjelovala u planinskim borbama u dolini Adige, masive Meletta, Col del Rossa i zloglasnom kanjonu Val Franzela, kada je premještena u Venetsku nizinu na donju Piavu gdje je ostala do kraja rata.
Nakon reorganizacije austrougarske vojske, krajem veljače 1918. dvije bojne (II i III) su pridodane iz 22. pukovnije iz kojih je formirana 122. pješačka pukovnija u čiji sastav ulazi i 5. bojna 97. pješačke pukovnije. Ova bratimska pukovnija postojala je kratko vrijeme (osam mjeseci), samo posljednju godinu rata. Njeni položaji su bili na rijeci Piavi gdje je imala velike gubitke tijekom lipnja i srpnja 1918. godine.
Posljednji položaji, prije povlačenja austrougarske vojske krajem listopada 1918., koje su držali ostatci 22. pukovnije bili su na rijeci Piavi.
U nepunih pet godina Prvog svjetskog rata u nju je unovačeno preko 50 000 vojnika iz Dalmacije. Do kraj rata Pukovnija je imala preko 7500 poginulih te preko 10 000 ranjenih
Jedini spomen poginulim pripadnicima 22. (i 122.) pukovnije je 12. rujna 1937. postavljena spomen-ploče u kripti kapelice (grobnici) maršala grofa Lacy u Neuwaldegger Parku danas Schwarzenbergparku u Beču. Na spomen-ploči piše: „U spomen poginulim herojima dalmatinske carske i kraljevske pješačke pukovnije grof von Lacy br. 22. 1914. – 1918.”

## Zapovjednici
- 1905. – 1910. – gen. Dušan Velebit (Sjeverna skupina - Zadar)
- 1907. – 1912. – gen. von Strakov (Južna skupina - Dubrovnik)
- 1910. – 1913. – gen. Felix Adrian
- 1913. – 1914. – gen. Streith
- 1915. – 1917. – gen. Zechbauer
- 1917. – 1918. – puk. Gustav Wolf

## Organizacija 1914.
- Zapovjedništvo pukovnije – Sinj (Signo)
- I. bojna – Sinj (Signo)
- II. bojna – Zadar (Zara)
- III. bojna – Split (Spalato)
- IV. bojna – Dubrovnik (Ragusa)
- Popunidbena bojna – Sinj (Signo)

## Galerija
- Ratna zastava pukovnije
- Paradna odora, poručnik 22. pukovnije (1869. - 1918.)
- Paradna odora, desetnik 22. pukovnije (1869. - 1918.)
- Borbena odora, desetnik 22. pukovnije (1870. - 1905.)
- Borbena odora, desetnik 22. pukovnije (1914.)
- Naličje ratne zastave

## Poveznice
- INFANTERIEREGIMENTER der ö.u. Armee im Mai 1914
- Isonzofront.com - Austro-Hungarian Regiments[neaktivna poveznica